# Distrito de Amboasary Atsimo
Amboasary Atsimo es un distrito de la región de Anosy, en la isla de Madagascar, con una población estimada en julio de 2014 de 214 759 habitantes.
Se encuentra ubicado al sureste de la isla, cerca de la costa del océano Índico, del parque nacional de Andohahela y del río Mangoky.